# Phaedinus corallinus
Phaedinus corallinus là một loài bọ cánh cứng trong họ Cerambycidae.